# 蒙莫朗西站
蒙莫朗西站（法語：Station Montmorency）位於加拿大魁北克省拉華爾市，是蒙特利尔地铁橙线的北面總站。它是2007年4月28日設於拉華爾市的3个新开业車站的其中一個，另外兩個分別為協和站及卡迪耶站。由于新站开业，地铁系统每天多了60000名乘客。至2010年，每天有1,050,000人使用地铁。

## 概要

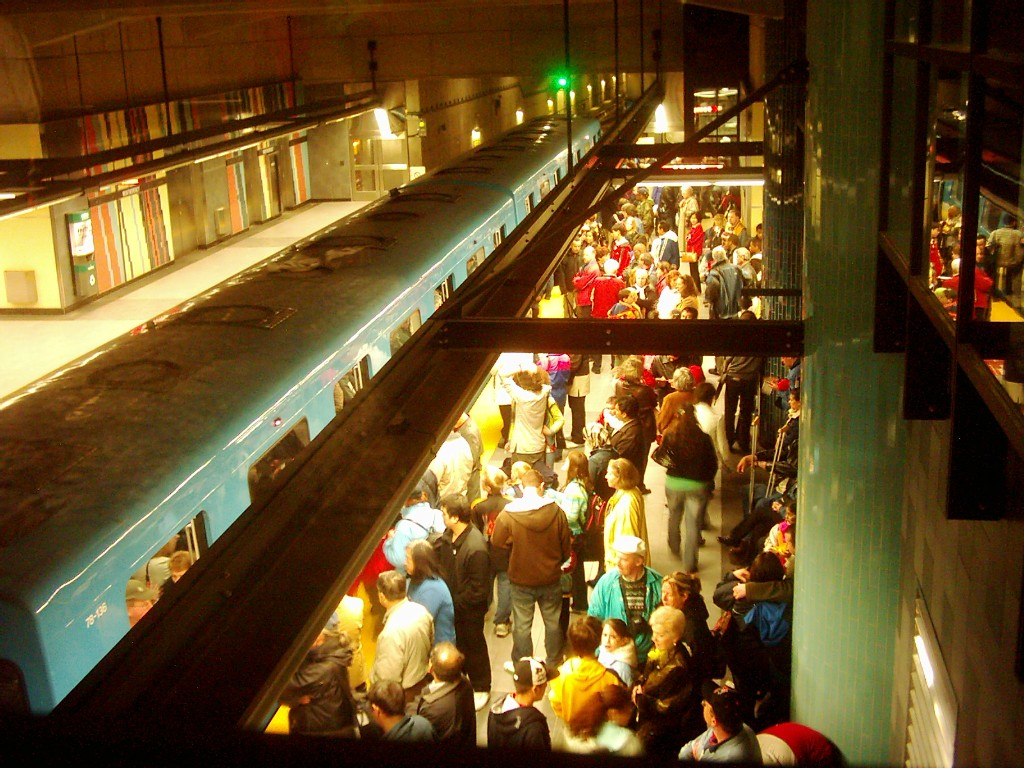
尖峰时刻的本站。

本站是一个普通的侧式月台车站，且其天花板为全地铁网络中最高。墙壁嵌板使用复古的青色、藏青色、浅黄色和砖红色瓷砖装饰。
本站配备MétroVision资讯显示屏，用于显示新闻、广告和下一班列车到达时间。

## 站名由来
本站的站名由来于街对面的蒙莫朗西学院。学院的名字由来于魁北克教区的第一个主教方济·拉瓦尔的全名（Francis-Xavier de Montmorency-Laval）。

## 外部連結
- （法文）（英文）蒙特利爾交通局：蒙莫朗西站 （页面存档备份，存于）（英文） （页面存档备份，存于）
- （法文）（英文）：蒙莫朗西站 （页面存档备份，存于）（英文） （页面存档备份，存于），含有蒙莫朗西站的資訊、歷史、車站結構與藝術品資料。